# Austrått fort

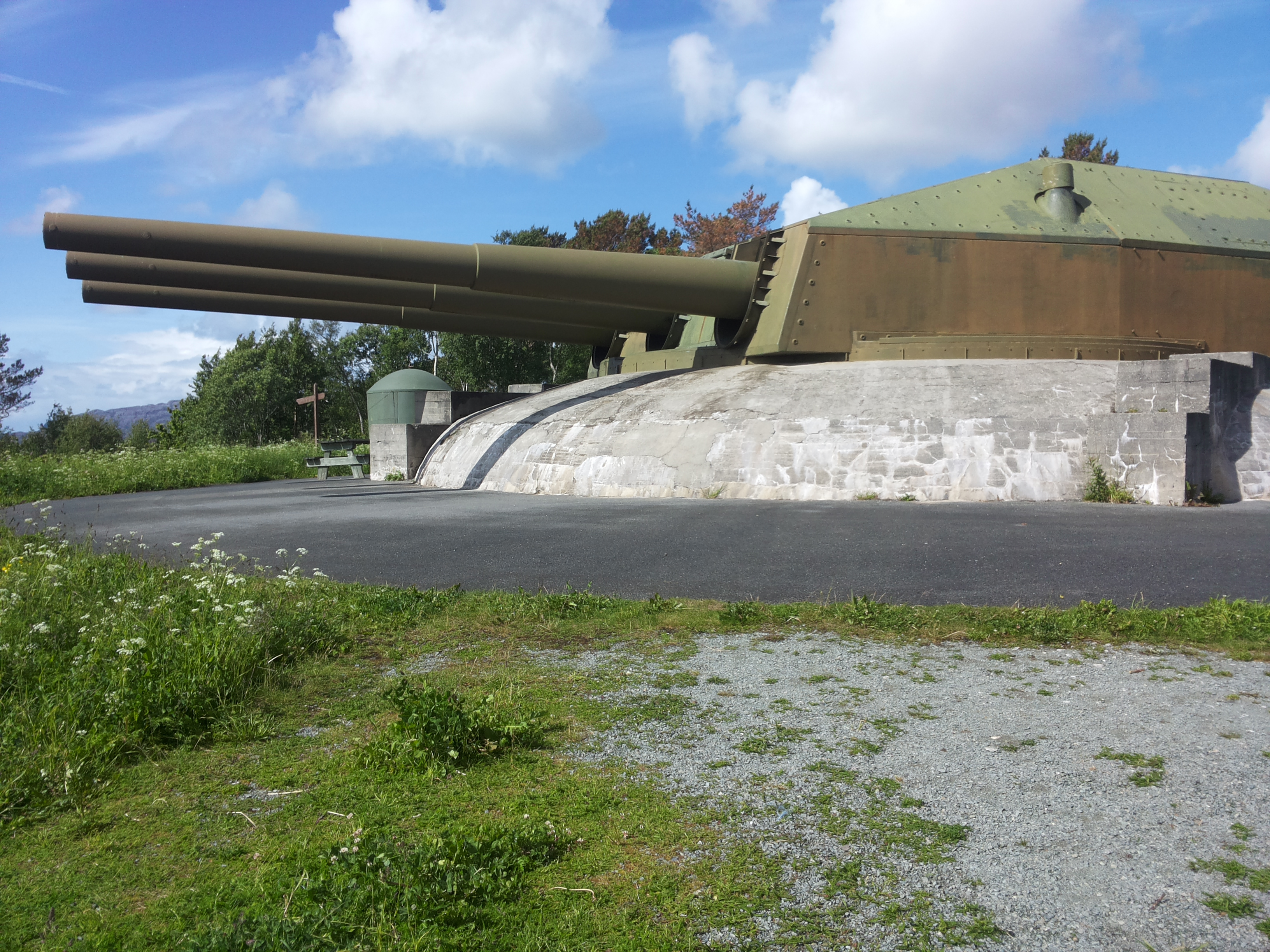
C-tornet från slagskeppet Gneisenau som kustartilleripjäs vid Austrått.

Austrått fort var en del av kustförsvaret i den tyska "Festung Norwegen" och skulle särskilt förhindra åtkomsten av Trondheim, där den tyska ubåtsflottan för Nordatlanten var stationerad. Fästningskanonen byggdes vid Kruppverken i Tyskland 1934 som en 28 cm trippelkanon med cirka 40 km räckvidd och placerades i aktern ombord på slagskeppet "Gneisenau", som deltog i flera slag på Nordatlanten och även i överfallet på Norge. I februari 1942 bombades fartyget till obrukbart skick när det befann sig i Kiels hamn och ena tornbatteriet kom sedan att placerades som kärnan i ett kustfort i Ørland. Pjäsen består av ett torn med tre parallella pipor, så kallat trippeltorn som väger mer än 600 ton och går ner fem våningar i berget där det är uppbyggt på samma sätt som det var på slagskeppet. Monteringsarbetet påbörjades våren 1942 och första provskjutningen skedde i september 1943. Ytterligare utrymmen för bland annat förläggning, sjukhus och ekonomiutrymmen sprängdes in i berget i närheten och förbands med tunnlar, men de blev för fuktiga för att användas för planerat bruk.
Bemanningen uppgick till på 117 personer.
Efter kriget inlemmades fortet med kanon i norska försvaret under namnet Austrått fort och togs ur bruk 1968 varefter det förföll under en tid innan restaurering påbörjades. Det ingår nu i restaurerat skick i Norges nasjonale festinsverk och förvaltas av Forsvarsbygg.
Fortets kommandocentral och observationspost låg på Løbern, en höjd 2½ km från kanonen.
I närheten ligger Austråttborgen, ett militärt fäste och egendom med anor från medeltiden och framåt.